# Edem Kodjo
Édouard Kodjovi Kodjo (Sokodé, 23 de maio de 1938 — Neuilly-sur-Seine, 11 de abril de 2020.) foi um político, jornalista, professor, diplomata e escritor togolês que atuou como primeiro-ministro de seu país por 2 mandatos.
Entre 1969 e 1971, foi um dos dirigentes do Rally do Povo Togolês (até então o único partido político oficial no Togo), sendo também ministro das Finanças e de Relações Exteriores no governo de Gnassingbé Eyadéma, no cargo desde 1967. Foi também secretário-geral da Organização da Unidade Africana entre 1978 e 1983.
Após a instalação do multipartidarismo em seu país, Kodjo tornou-se um dos maiores opositores do presidente Eyadéma, a quem enfrentaria nas eleições presidenciais de 1993 e posteriormente boicotadas por seu partido, a União Togolesa pela Democracia (UTD). Em abril de 1994, é nomeado primeiro-ministro, sucedendo Joseph Kokou Koffigoh, e 2 anos depois funda a Convergência Patriótica Pan-Africana (CPP) após a fusão da UTD com outros 3 partidos de oposição.
Em junho de 2005, Faure Gnassingbé, filho do ex-presidente Eyadéma (falecido em fevereiro do mesmo ano), nomeia Kodjo para ser novamente primeiro-ministro do país, agora no lugar de Koffi Sama, deixando o cargo em setembro do ano seguinte. Nas eleições parlamentares de 2007, disputa uma vaga na Assembleia Nacional pela região de Avé, sendo o primeiro nome da lista da CPP, mas não consegue se eleger e, num congresso de seu partido em 2009, anuncia que não voltaria a exercer cargos políticos, retirando sua candidatura presidencial em 2010.
Kodjo faleceu em 11 de abril de 2020, no Hospital Americano de Neuilly-sur-Seine, nos arredores de Paris.